# 조르주 뒤비
조르주 뒤비(프랑스어: Georges Duby, 1919년 10월 7일~1996년 12월 3일)는 프랑스의 역사학자, 교수이다.

## 생애
1919년 파리 10구에서 태어났다. 1942년 리옹 대학교에서 역사지리학 전공했으며 졸업 후에는 파리 문학부에서 샤를 에드몽페랭 밑에서 서양 중세사를 공부했다.
뒤비는 아카데미 프랑세즈 회원이자 1970년부터 1991년까지 콜레주 드 프랑스 교수로 일했다. 그는 페르낭 브로델을 이어 아날학파 3세대의 대표 학자로 꼽혔으며, 유럽 중세사 연구에 큰 업적을 남겼다. 주요 저서로 《세 위계》와 《11·12세기의 마콩 사회》 등이 있다.
2019년 뒤비의 저작은 "플레야드 총서"로 출판되었다. 뒤비는 헤로도토스, 투키디데스, 장 프루아사르, 쥘 미슐레와 함께 플레야드 총서에 실리는 영광을 얻게 된 몇 안되는 역사학자 중 하나이다.